# Peter von Schaumberg
Peter von Schaumberg (ur. 22 lutego 1388 w Mitwitz, zm. 12 kwietnia 1469 w Dillingen an der Donau) – niemiecki kardynał.

## Życiorys
Urodził się 22 lutego 1388 roku w Mitwitz, jako syn Georga IV von Schaumberga i Elisabet von Schweinshaupten. Studiował na uniwersytetach w Heidelbergu i Bolonii, a następnie został kanonikiem kapituły w Würzburgu i wikariuszem generalnym diecezji Bamberg. W 1423 roku przyjął święcenia kapłańskie. 27 maja 1424 roku został wybrany biskupem Augsburga, a po około dwóch latach przyjął sakrę. Służąc Zygmuntowi Luksemburskiemu wziął udział w kampanii przeciw husytom w Czechach pod koniec lat 20. XV wieku, a w 1431 roku wyjechał mediować pokój pomiędzy Henrykiem VI Lancasterem a Filipem III Dobrym i Karolem VII Walezjuszem (misja zakończyła się niepowodzeniem). Brał udział w soborze bazylejsko-ferrarsko-florenckim i z jego ramienia został wysłannikiem do Auxerre, gdzie miał wynegocjować pokój kończący wojnę stuletnią oraz do Pragi, w której ustalono podstawy do opracowania kompaktatów praskich. Był cesarskim reprezentantem na Sejmach Rzeszy w Moguncji i Frankfurcie. 18 grudnia 1439 roku został kreowany kardynałem prezbiterem i otrzymał kościół tytularny S. Vitale. W latach 50. został protoprezbiterem. Zmarł 12 kwietnia 1469 roku w Dillingen an der Donau.